# 哈尔盖镇
哈尔盖镇，是中华人民共和国青海省海北藏族自治州刚察县下辖的一个乡镇级行政单位。

## 行政区划
哈尔盖镇下辖以下地区：
贡公麻村、果洛藏秀麻村、察拉村、切察村、环仓秀麻村、压秀麻村和塘曲村。

## 交通
青藏铁路：哈尔盖站